# Vulcan (oraș)
Vulcan (mai demult numit Jiu-Vaidei-Vulcan, în germană Wolkersdorf, în maghiară Vulkán sau Zsilyvajdejvulkán) este un municipiu în județul Hunedoara, Transilvania, România, format din localitățile componente Dealu Babii, Jiu-Paroșeni și Vulcan (reședința). Are o populație de 22.906 locuitori (2011).

## Geografie
Localitatea Vulcan este situată la poalele Munților Vâlcan și este traversată de drumul național DN 66A, care face legătura între Vulcan și Valea de Brazi.
Orașul se află la o distanță de circa 12 km de municipiul Petroșani și de circa 110 km de municipiul Deva (reședința județului Hunedoara).
În prezent Vulcanul se întinde pe o suprafață de 8.731 ha și are două localități componente: Dealu Babii (localitate situată în partea nordică, pe DJ 666 Vulcan-Merișor) și Jiu-Paroșeni (localitate situată în partea vestică a municipiului, pe DN 66A Petroșani-Uricani).
Vulcanul și-a luat denumirea de la Pasul Vâlcan aflat în zona Munților Vîlcan, pas de trecere între Valea Jiului și nordul Olteniei. Vulcanul este mărginit de orașul Aninoasa la est, municipiul Lupeni la vest, comuna Bănița la nord și județul Gorj la sud.
Este a doua localitate a Văii Jiului ca mărime, după municipiul Petroșani, și este traversat de la vest la est de râul Jiul de Vest.
Rețeaua hidrografică a municipiului este reprezentată de râul Jiu de Vest și afluenții acestuia:
- Sohodol, Baleia, Căprișoara, Mohora, Morișoara, Valea Lupsească, Valea Socănească, Valea Ungurului pe partea dreaptă;
- Valea Buganilor, Valea Lupului, Crividia, Plesnitoarea pe partea stângă.

## Demografie
Componența etnică a municipiului Vulcan
     Români (82,08%)
     Maghiari (2,83%)
     Alte etnii (0,55%)
     Necunoscută (14,54%)
Componența confesională a municipiului Vulcan
     Ortodocși (71,56%)
     Romano-catolici (5,43%)
     Penticostali (2,4%)
     Reformați (2,16%)
     Martori ai lui Iehova (1,06%)
     Alte religii (2,17%)
     Necunoscută (15,22%)
Conform recensământului efectuat în 2021, populația municipiului Vulcan se ridică la 19.772 de locuitori, în scădere față de recensământul anterior din 2011, când fuseseră înregistrați 24.160 de locuitori. Majoritatea locuitorilor sunt români (82,08%), cu o minoritate de maghiari (2,83%), iar pentru 14,54% nu se cunoaște apartenența etnică. Din punct de vedere confesional, majoritatea locuitorilor sunt ortodocși (71,56%), cu minorități de romano-catolici (5,43%), penticostali (2,4%), reformați (2,16%) și martori ai lui Iehova (1,06%), iar pentru 15,22% nu se cunoaște apartenența confesională.
|  | Graficele sunt indisponibile din cauza unor probleme tehnice. Mai multe informații se găsesc la Phabricator și la wiki-ul MediaWiki. |

Date: Recensăminte sau birourile de statistică - grafică realizată de Wikipedia

## Politică și administrație
Municipiul Vulcan este administrat de un primar și un consiliu local compus din 19 consilieri. Primarul, Cristian-Ion Merișanu[*], de la Partidul Social Democrat, este în funcție din octombrie 2020. Începând cu alegerile locale din 2024, consiliul local are următoarea componență pe partide politice:
|  | Partid                          | Consilieri | Componența Consiliului | Componența Consiliului | Componența Consiliului | Componența Consiliului | Componența Consiliului | Componența Consiliului | Componența Consiliului | Componența Consiliului | Componența Consiliului | Componența Consiliului |
|  | ------------------------------- | ---------- | ---------------------- | ---------------------- | ---------------------- | ---------------------- | ---------------------- | ---------------------- | ---------------------- | ---------------------- | ---------------------- | ---------------------- |
|  | Partidul Social Democrat        | 10         |                        |                        |                        |                        |                        |                        |                        |                        |                        |                        |
|  | Partidul Național Liberal       | 6          |                        |                        |                        |                        |                        |                        |                        |                        |                        |                        |
|  | Alianța pentru Unirea Românilor | 3          |                        |                        |                        |                        |                        |                        |                        |                        |                        |                        |

## Personalități locale
- Sebastian Rusan (1884 - 1956), preot paroh la Vulcan (1912-1929), ulterior mitropolit al Moldovei și Sucevei (1950-1956);
- Pius Brânzeu (1911 - 2002), medic, membru titular al Academiei Române;
- Vasile Copilu-Cheatră (1912 - 1997), poet, prozator, jurnalist;
- Ștefan Onisie (1925 - 1984), fotbalist;
- Tiberiu Iacob-Ridzi (n. 1971), politician, fost primar al municipiului Petroșani.

## Imagini

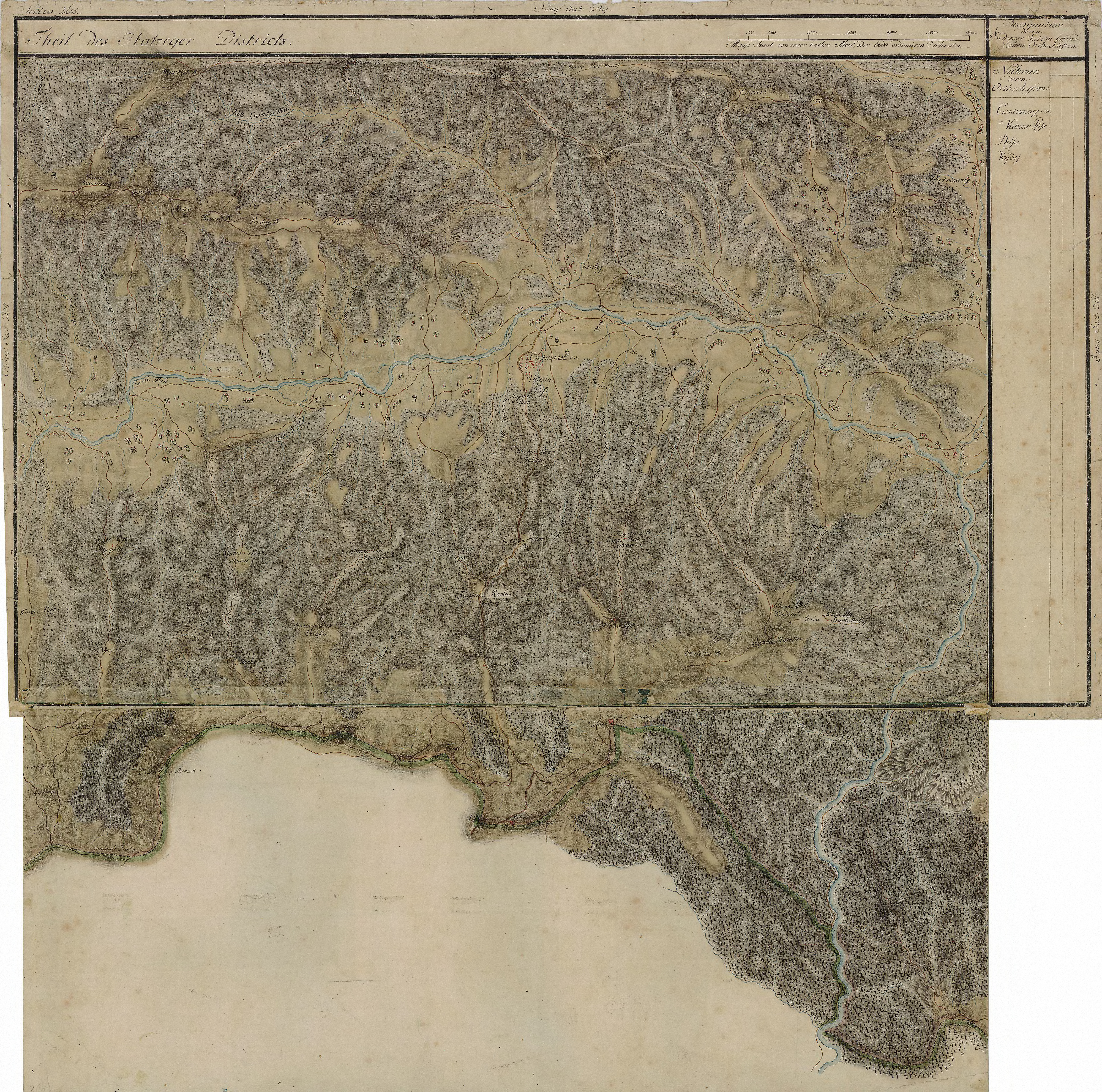
Vulcan în Harta Iosefină a Transilvaniei, 1769-1773
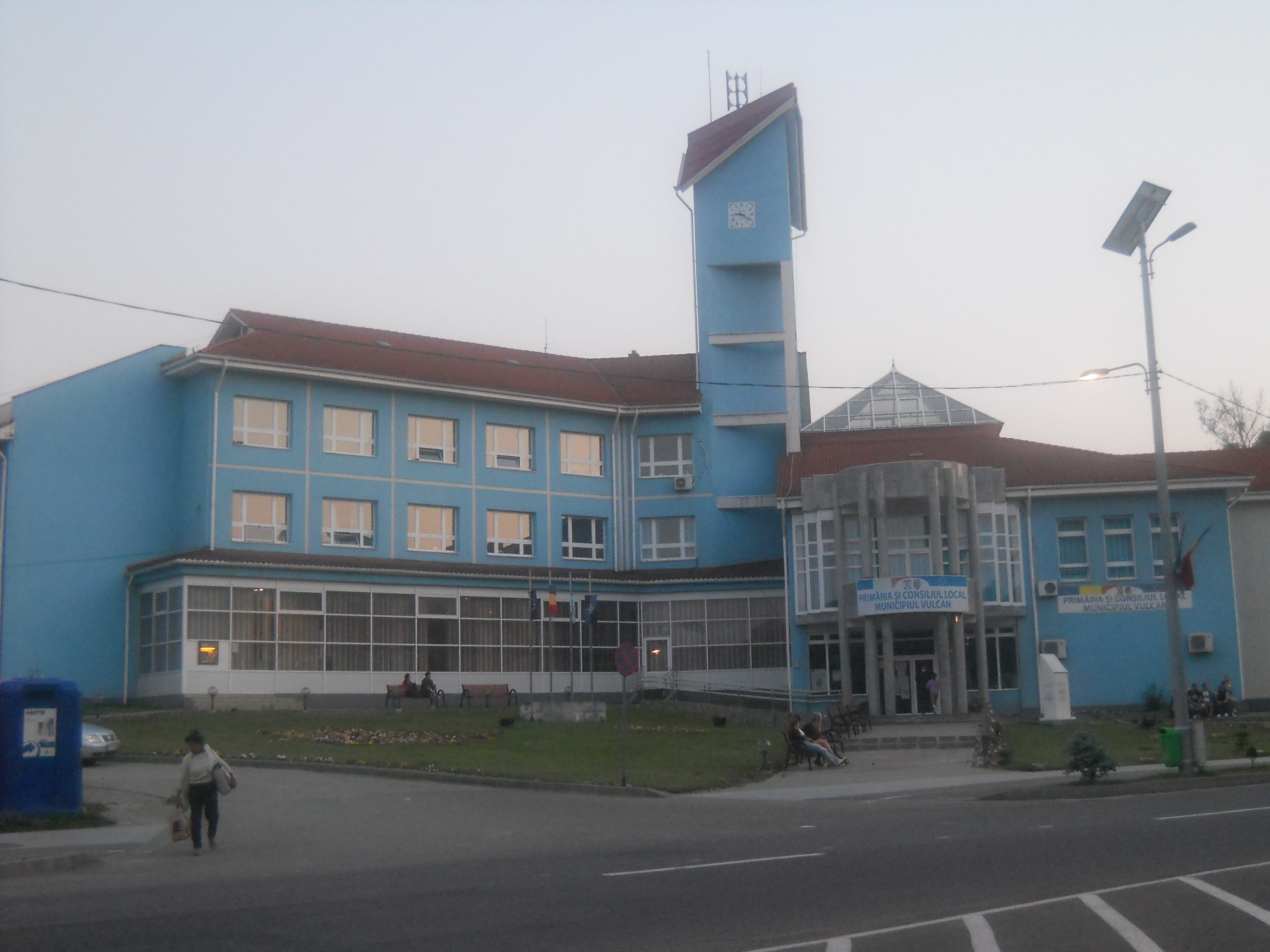
clădirea primăriei orașului Vulcan
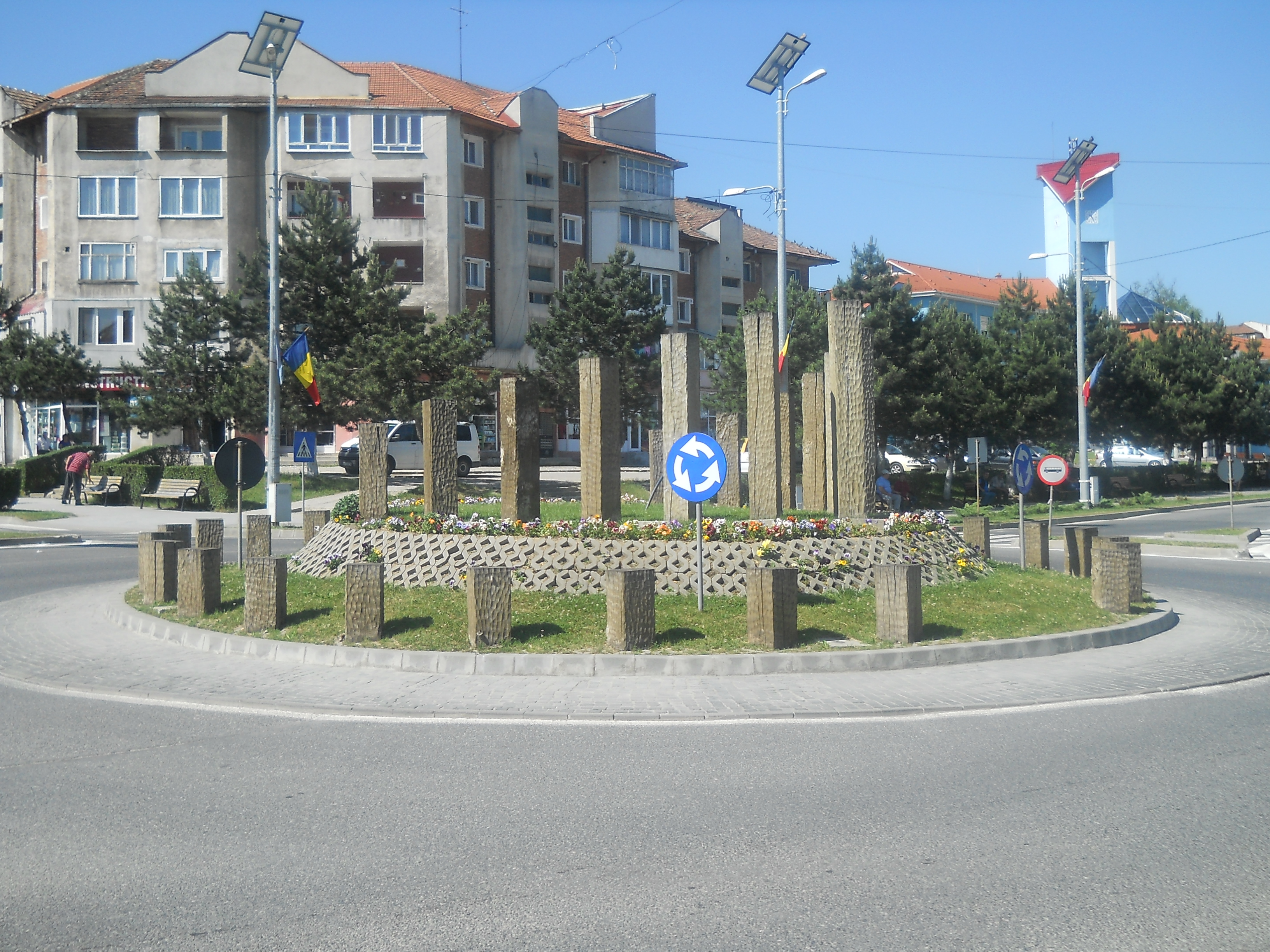
reconstrucție a unui ceas dacic într-un sens giratoriu în orașul Vulcan
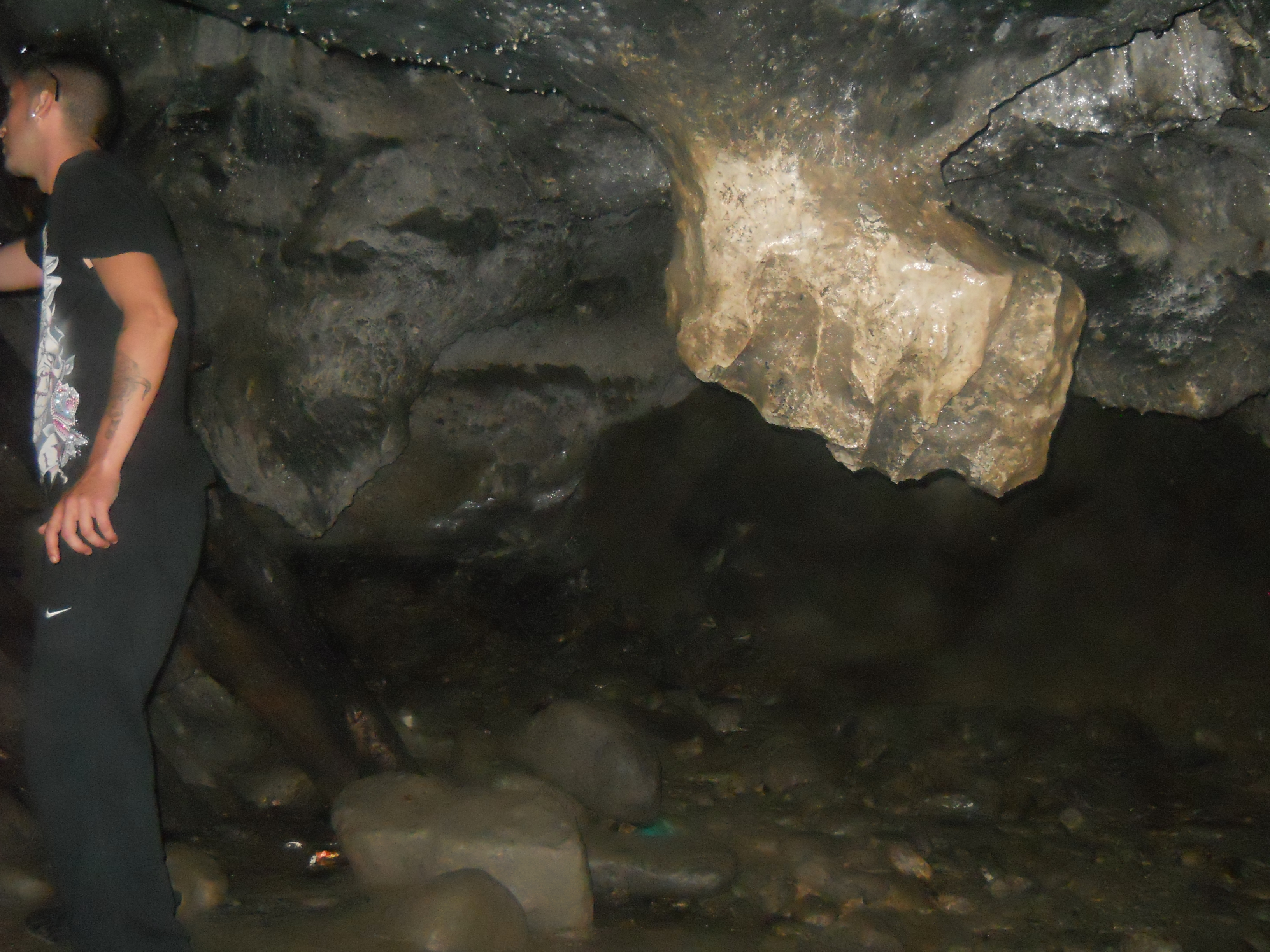
vedere din interiorul Peșterii Dracului
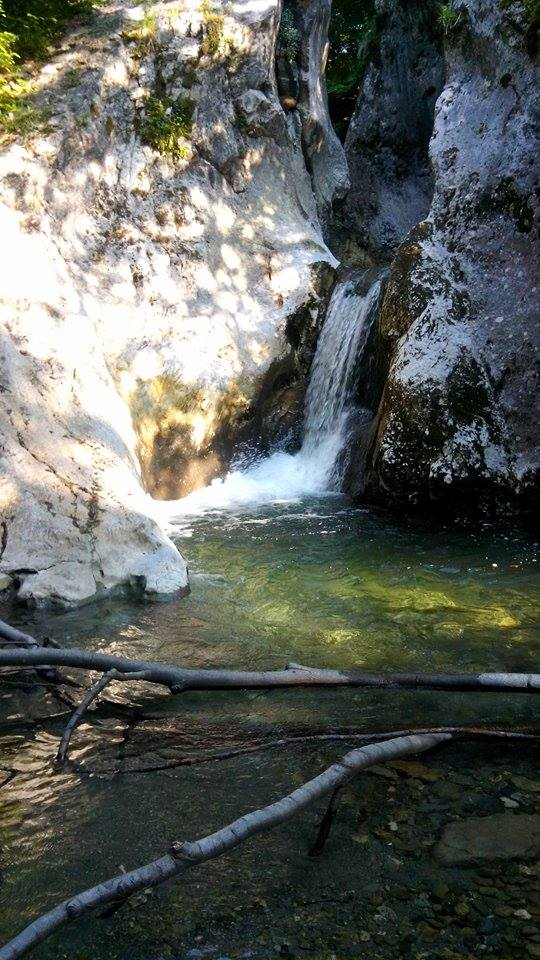
cascada de lângă Peștera Dracului
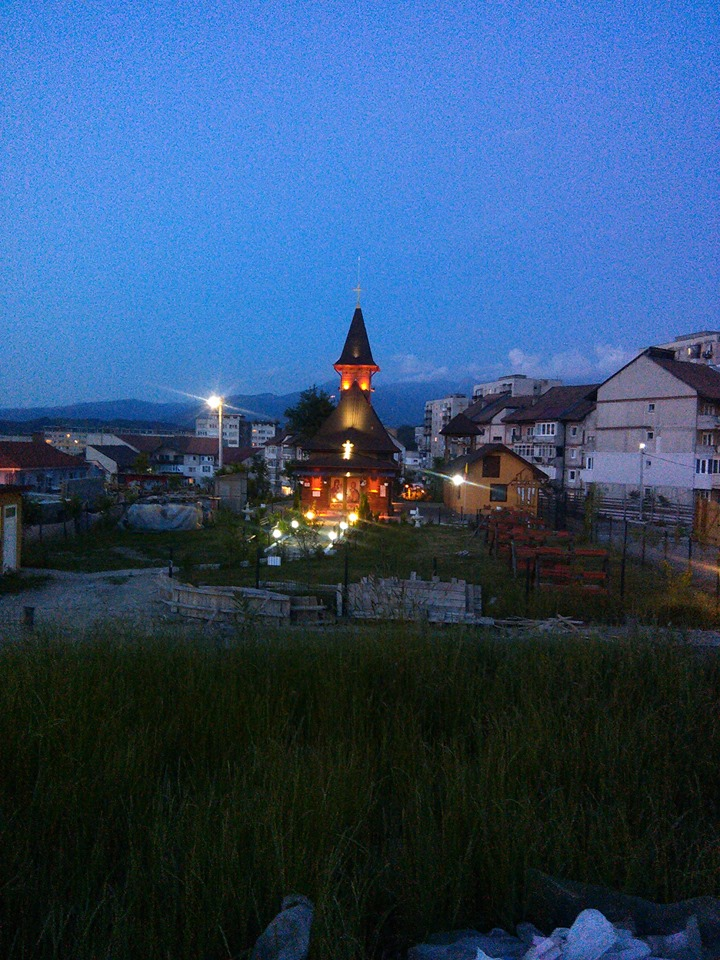
bisericuța de lemn din centrul Vulcanului
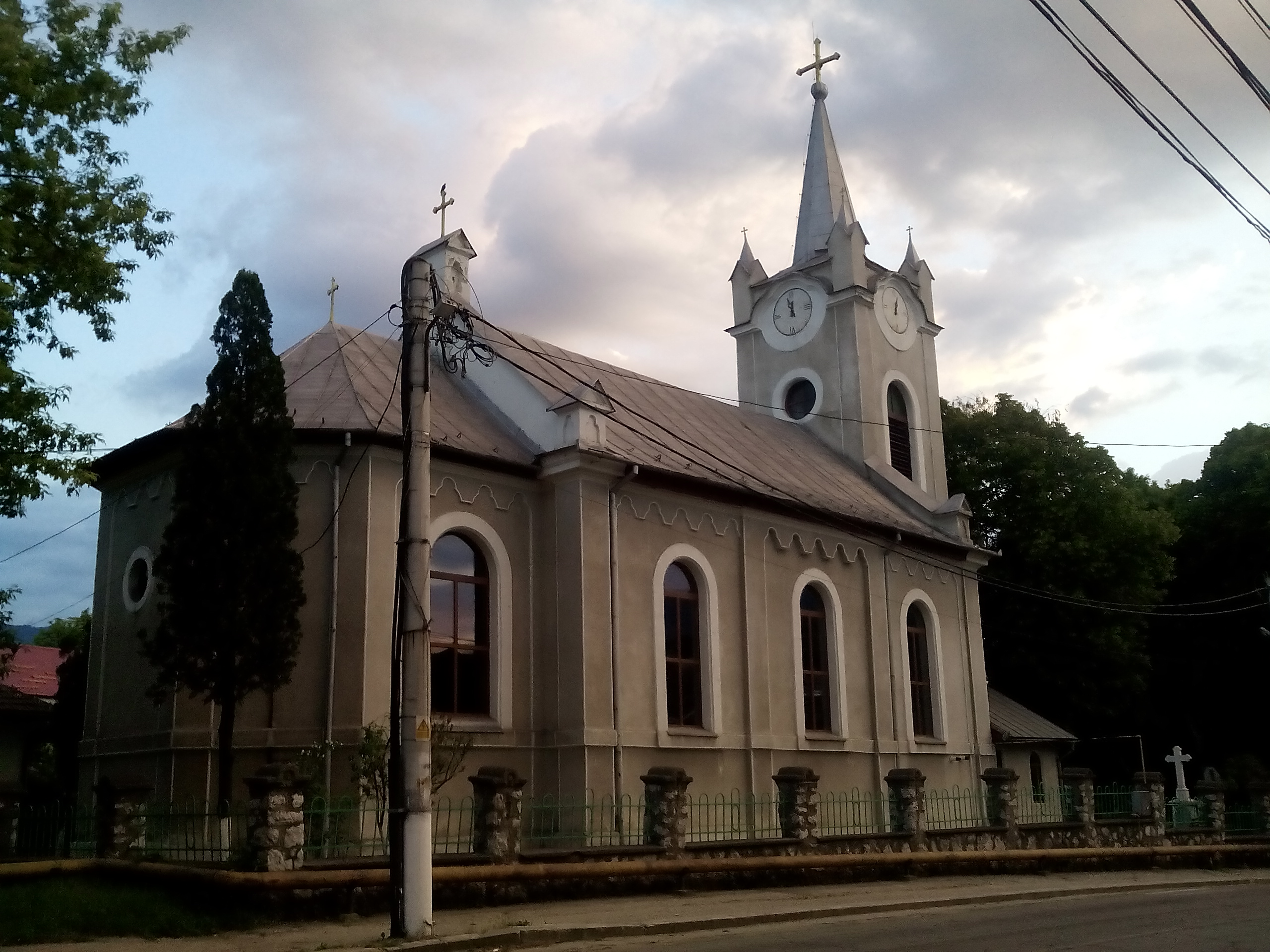
biserică în Vulcan
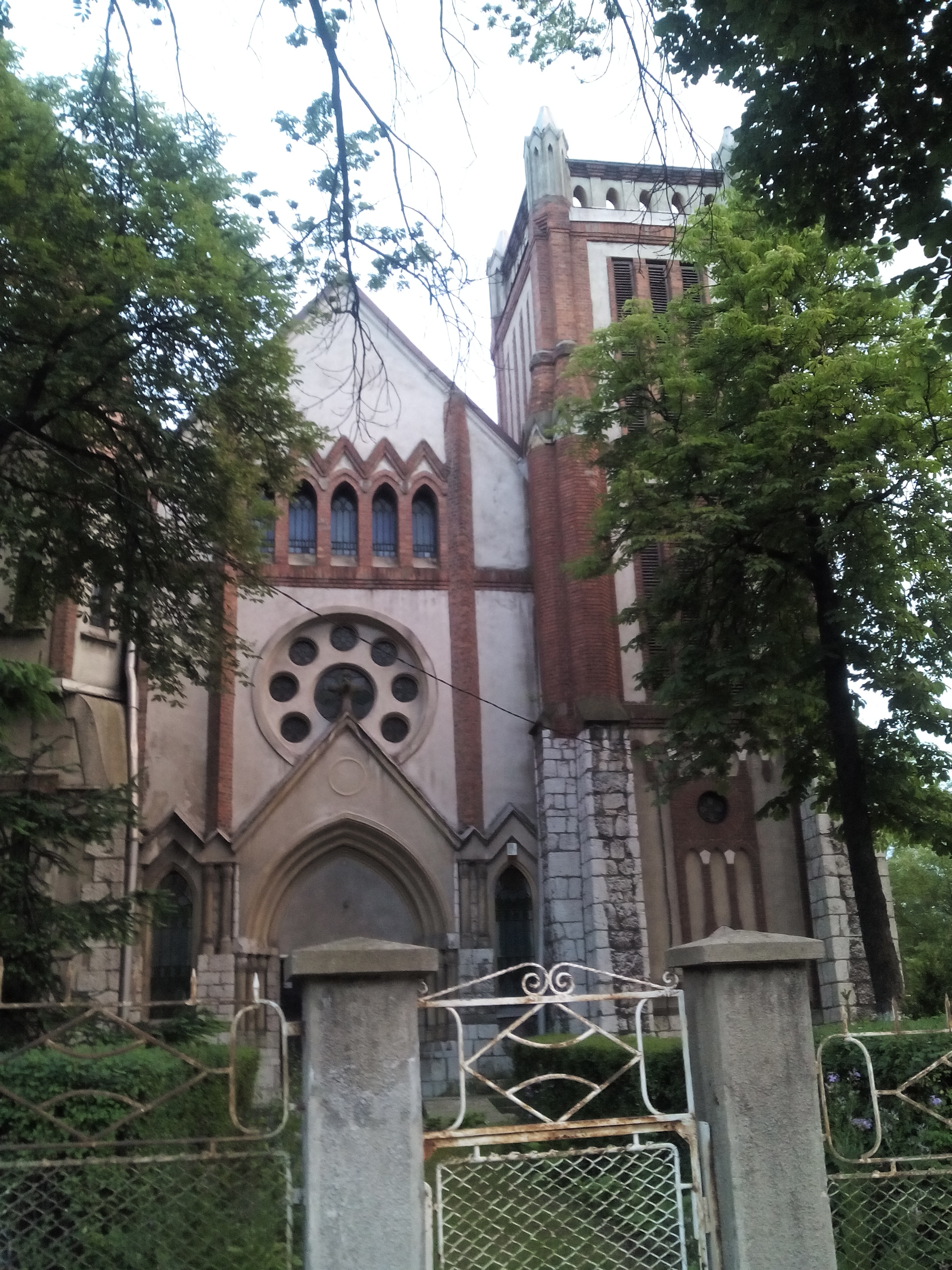
Biserica catolică din Vulcan